# Ernst Herter

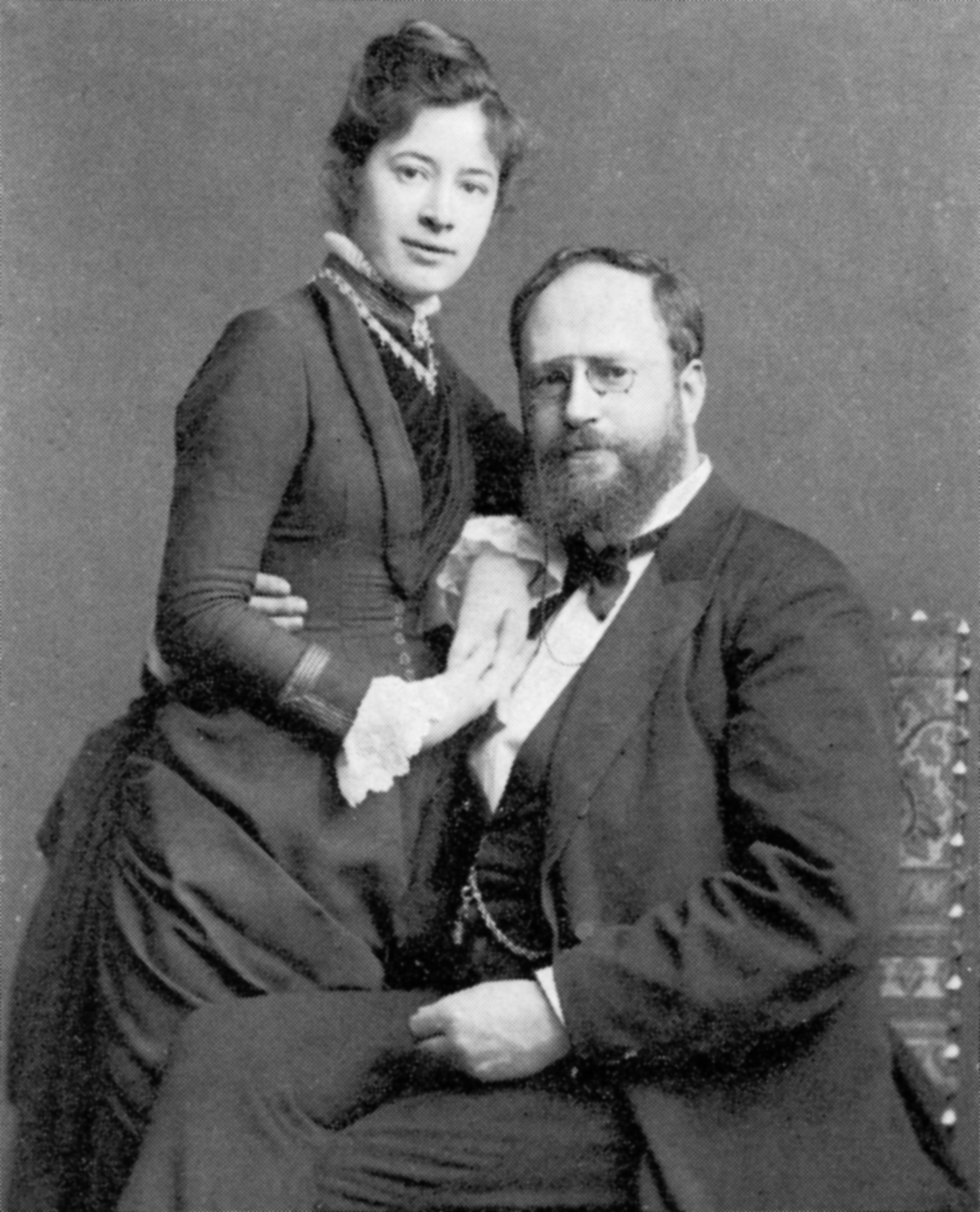
Ernst Herter mit seiner Ehefrau Elisabeth um 1885

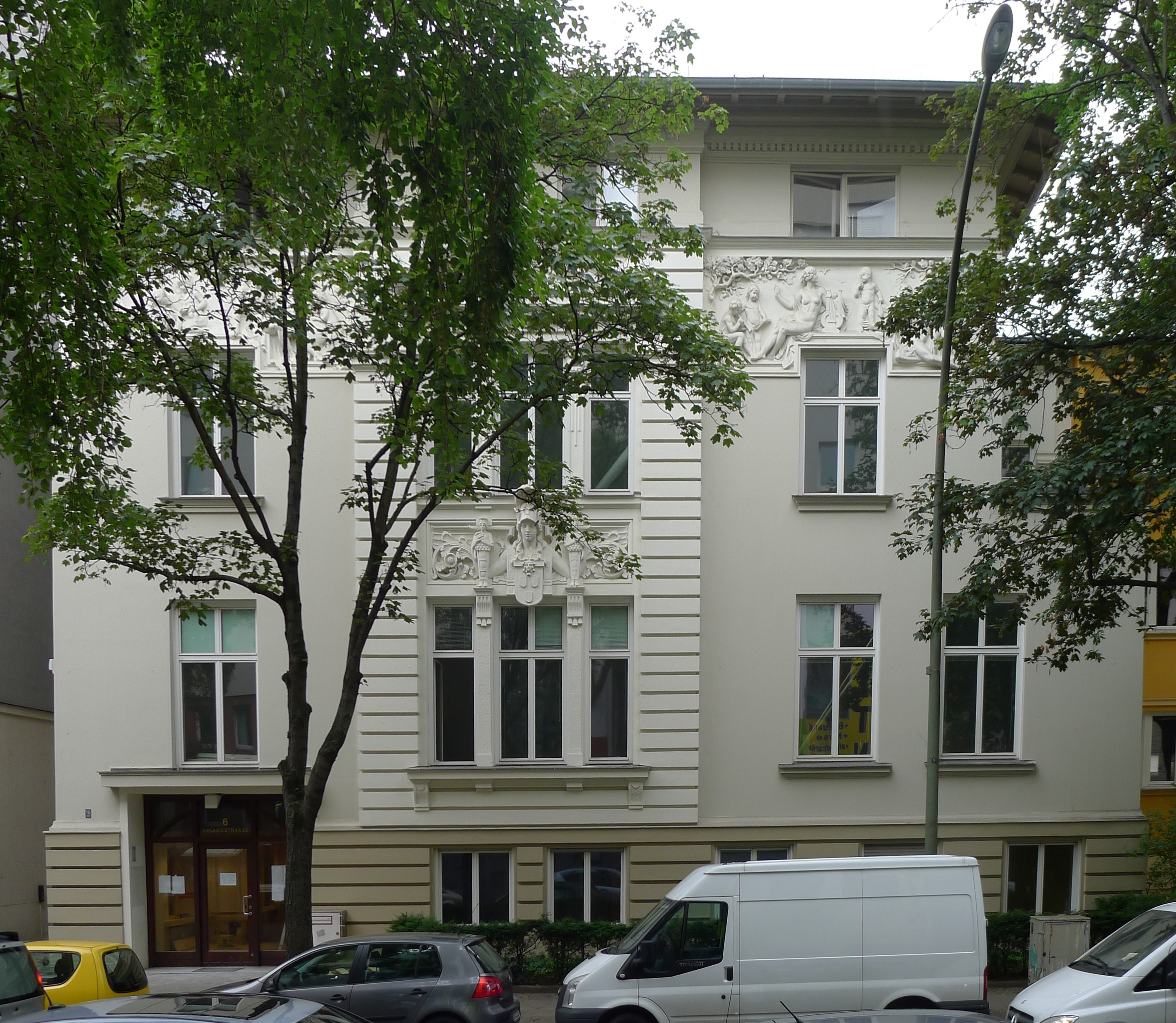
Villa Herter

Ernst Gustav Herter (* 14. Mai 1846 in Berlin; † 19. Dezember 1917 in Charlottenburg) war ein deutscher Bildhauer und Medailleur.

## Leben
Ernst Herter war der älteste Sohn und das zweite von sieben Kindern des Berliner Bau- und Admiralitätsrates Gustav Adolf Herter (1804–1882) und seiner Ehefrau Elise Louise geborene von Reinhard (1825–1856).
Herter wurde auf der Akademie der Künste (Berlin) und später bei Ferdinand August Fischer, Gustav Blaeser und Albert Wolff ausgebildet. Seit 1869 betrieb er eine eigene Werkstatt. Nachdem er 1875 eine Studienreise nach Italien gemacht hatte, ließ er sich in Berlin und ab 1900 im damals selbstständigen Charlottenburg nieder. Die Villa Herter war von 1899 bis 1900 von dem Architekten Max Ravoth errichtet worden (Denkmalschutz). Herter war Mitglied der Berliner Kunstakademie und trug den Grad eines Professors.
Er heiratete im Jahre 1885 Elisabeth Wiebe (1861–1939). Mit ihr hatte er fünf Kinder: Erna (1886–1972), verheiratet mit August Skalweit, Irmgard (1888–1970), verheiratet mit Erich Reuleaux, Ilse (1890–1943), Konrad (1891–1980) und Brigitta (1899–1983), verheiratet mit dem Maler, Musikkritiker und Komponisten Richard Wintzer.
Ernst Herter starb 1917 im Alter von 71 Jahren in Berlin. Sein Grab befindet sich auf dem Alten Zwölf-Apostel-Kirchhof in Schöneberg. Die Skulptur auf dem Grabpostament schuf Herter selbst. Hier sind auch drei seiner Kinder beigesetzt: Ilse, Konrad und Brigitta. Letztere war mit dem Maler, Illustrator, Komponisten und Schriftsteller Richard Wintzer (1866–1952) verheiratet.

## Werk

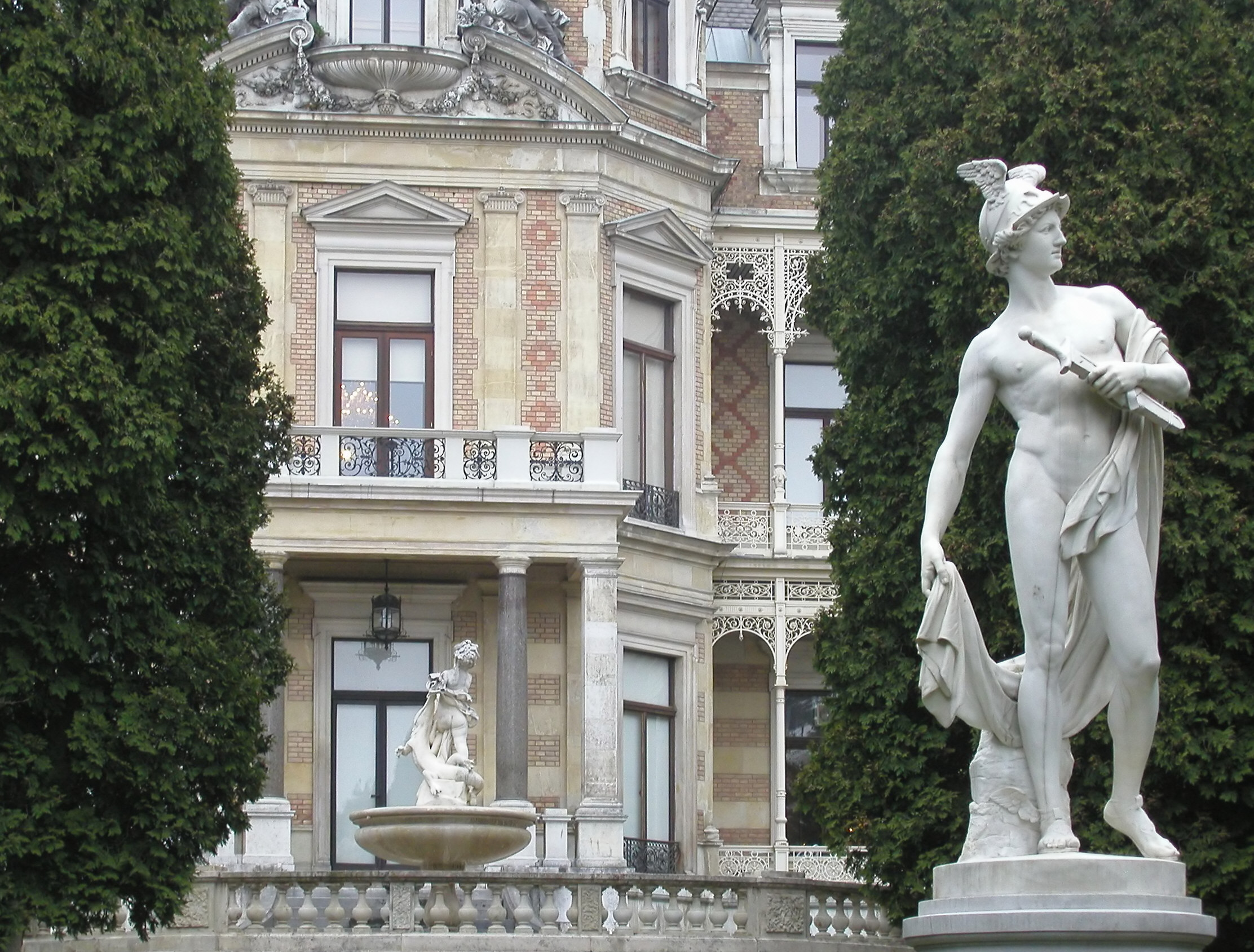
Hermesstatue vor der Hermesvilla Wien

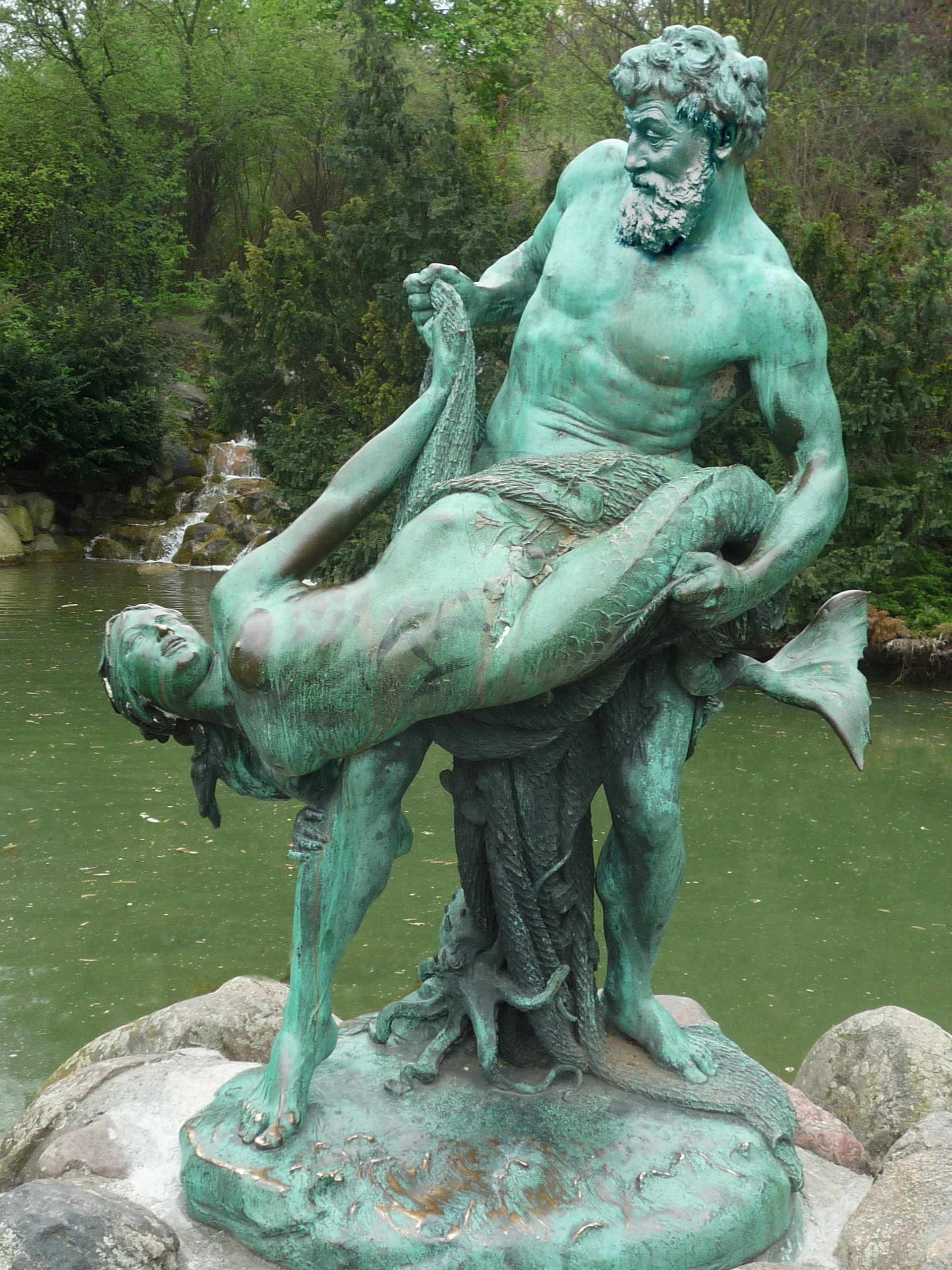
Der seltene Fang

### Skulpturen
- 1870: Bacchantin mit einem Knaben spielend
- 1873: Antigone, Marmor, Ankauf durch Kaiser Wilhelm I, Bad Homburg, Staatliche Schlösser und Gärten Hessen
- Antigone, im Begriff ihren Bruder zu bestatten
- Orest, bevor er die Klytämnestra tötet
- 1876 und 1878: Alexander der Große, beim nächtlichen Studium den Schlaf bekämpfend (1876) Bronzeausführung in der Nationalgalerie Berlin
- 1879: Der verwundete Achilles
- 1880: Till Eulenspiegel und Doktor Eisenbarth, zwei Statuetten
- 1881: Moses, die Gesetzestafeln zerschmetternd
- 1884: Sterbender Achill für Kaiserin Elisabeth (Sisi) von Österreich zur Aufstellung im Achilleion (Korfu)
- 1886: Ruhende Aspasia
- Hermes für die Hermesvilla in Wien
- 1896: Der seltene Fang (ein Fischer, der eine Nixe in seinem Netz hält), Bronze, für den Viktoriapark in Berlin-Kreuzberg Kreuzbergstraße, am Fuße des Wasserfalls

### Öffentliche Denkmäler
Öffentliche Denkmäler von Herter gibt es in ganz Deutschland und den ehemals deutschen Ostgebieten. Der von Kaiserin Sisi bestellte und bezahlte, der Stadt Düsseldorf geschenkte und von dieser mit übler antisemitischer Begleitmusik verschmähte Heinrich Heine/Loreleybrunnen wurde schließlich in New York City aufgestellt.
- Berlin
  - Bezirk Mitte
    - Hermann-von-Helmholtz-Standbild, im Vorhof der Humboldt-Universität
    - Standbild Ludwig I. der Brandenburger (Ludwig V.) für die Berliner Siegesallee mit den beiden Büsten Johann von Buch der Jüngere und Johann II., Burggraf von Nürnberg, enthüllt am 7. November 1899 als Denkmalgruppe 10. Erhalten ist lediglich der Torso des Nürnberger Burggrafen in der Zitadelle Spandau.
    - Orpheus mit Tieren, 1902, schwer zerstört (Orpheus ohne Kopf, Löwe ohne Füße), Eckernförder Platz, vorher Teil des Wandbrunnens am Kunsthochschulgebäude Am Steinplatz in Charlottenburg

  - Bezirk Charlottenburg-Wilmersdorf
    - Alfred-Krupp-Standbild, in der Technischen Universität

  - Bezirk Friedrichshain-Kreuzberg
    - Denkmal für Max von Eyth in der DLG, Dessauer Straße (1908 enthüllt)[5]
    - Porträtreliefmedaillon Woldemar Bargiel auf dem Grab Bargiel auf dem Dreifaltigkeitsfriedhof II an der Bergmannstraße 39–41

  - Bezirk Tempelhof-Schöneberg
    - Bronzerelief für das Grabmal des Malers Robert Warthmüller auf dem Alten Zwölf-Apostel-Friedhof, Kolonnenstraße
    - Kniender Engel (Zinkguss, bronziert) für das Grabmal der Familie Ernst Herter auf dem Alten Zwölf-Apostel-Friedhof, Kolonnenstraße (ein silbern gefasster Guss im Foyer des alten Verwaltungsgebäudes des Zentralfriedhofes in Wien (Simmeringer Hauptstraße 234, 1110 Wien, Österreich)).

  - Bezirk Spandau
    - Denkmal für die Gefallenen der Kriege 1864, 1866 und 1870/1871 (1875), auf dem Friedhof „In den Kisseln“ (eine kleinere Version schmückt Herters Grab)
    - Denkmal für die Gefallenen der deutschen Einheitskriege (1876), Plantage (Stresow), (nicht erhalten)
- Potsdam
  - Büste des Großen Kurfürsten an der Fassade des Amtsgerichtes, in einem Bogenfeld, erhalten
  - Reiterstandbild Kaiser Wilhelms I., Bronze, seit 1901 auf der Freundschaftsinsel an der Langen Brücke, nach 1945 demontiert, dann verschrottet, der Sockel später beseitigt[6]

- Wiesbaden
  - Otto-von-Bismarck-Standbild, jetzt im Nerotal-Park

- Flensburg
  - Kaiser Wilhelm I.-Standbild, im Gebäude des Amtsgerichtes

- Kiel-Holtenau
  - Kaiser Wilhelm I.-Reliefmedaillon, Kaiser Friedrich III.-Reliefmedaillon, Kaiser Wilhelm II.-Reliefmedaillon, in der Drei-Kaiser-Halle im Erdgeschoss des Leuchtturms
  - Kaiser Wilhelm I.-Standbild, neben dem Leuchtturm Holtenau
  - Die Meerjungfrauen „Nord- und Ostsee“ geben sich die Hand Relief über der Tür des Leuchtturm Kiel-Holtenau, 1896[7]

- Swinemünde
  - Kaiser Friedrich III.-Standbild, auf dem Grottenplatz an der Königsallee

- Breslau
  - Standbild des Alten Fritz, Fassade des Regierungsgebäudes am Lessingplatz

- Preußisch Holland
  - Kaiser Wilhelm I.-Büste am Kriegerdenkmal für die Gefallenen der Einigungskriege, auf dem Marktplatz

- Thorn
  - Kaiser Wilhelm I.-Standbild, auf dem Marktplatz vor dem Rathaus

- New York City
  - 1899: Loreleybrunnen (Heinrich-Heine-Denkmal) in der Bronx, Joyce-Kilmer-Park

## Galerie

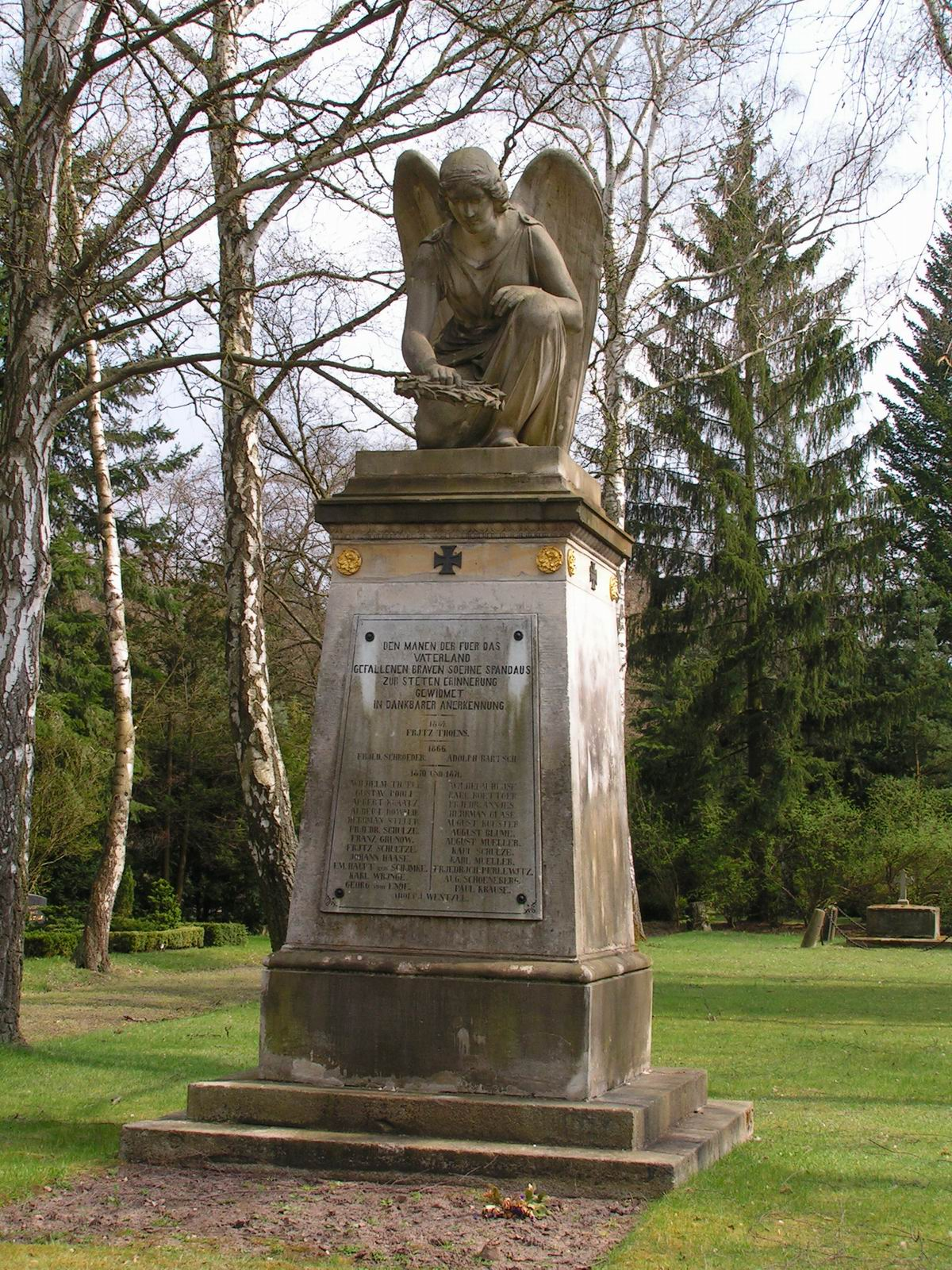
Kriegerdenkmal, 1875, Friedhof In den Kisseln Berlin-Spandau
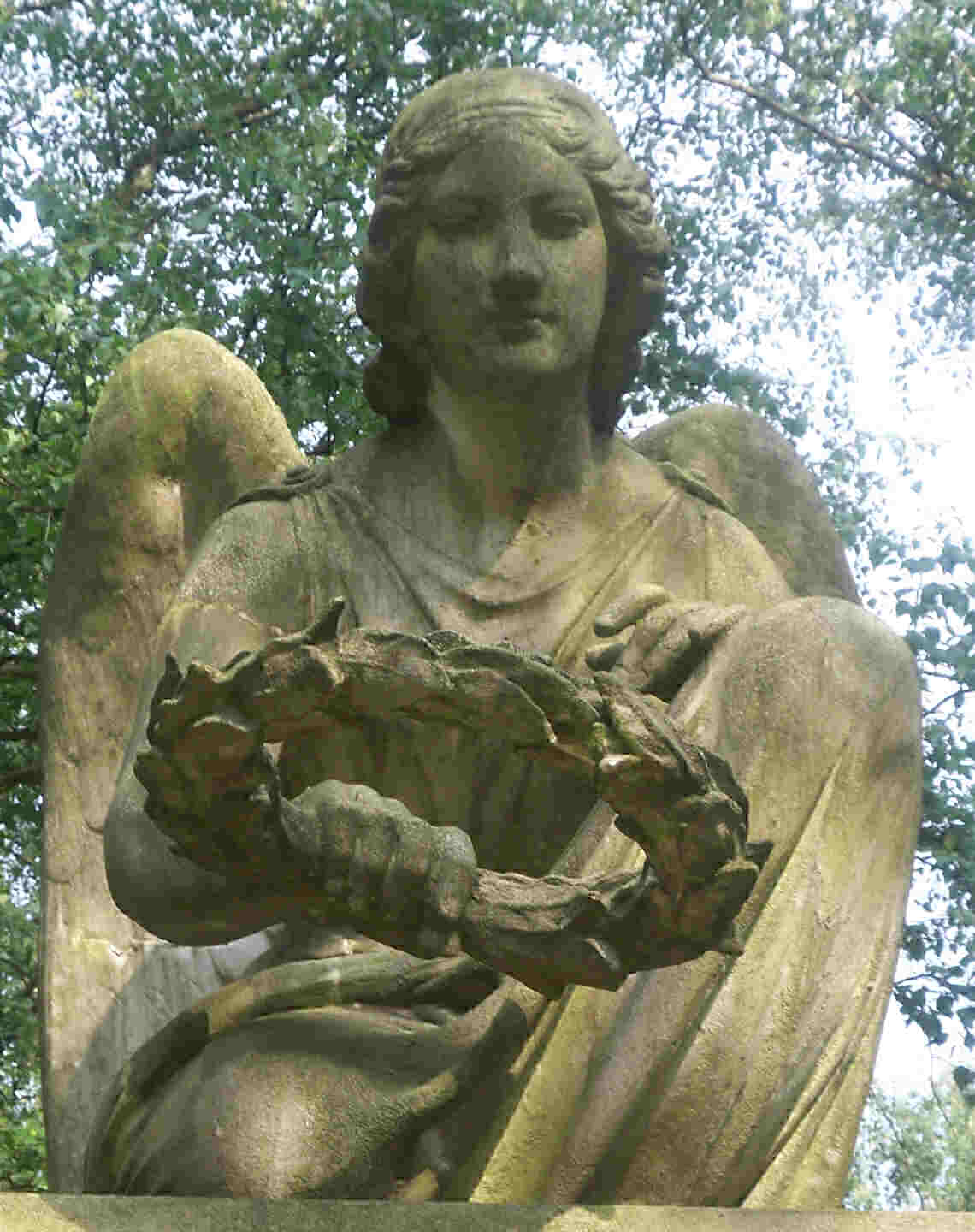
Kriegerdenkmal, 1875, Friedhof In den Kisseln Berlin-Spandau
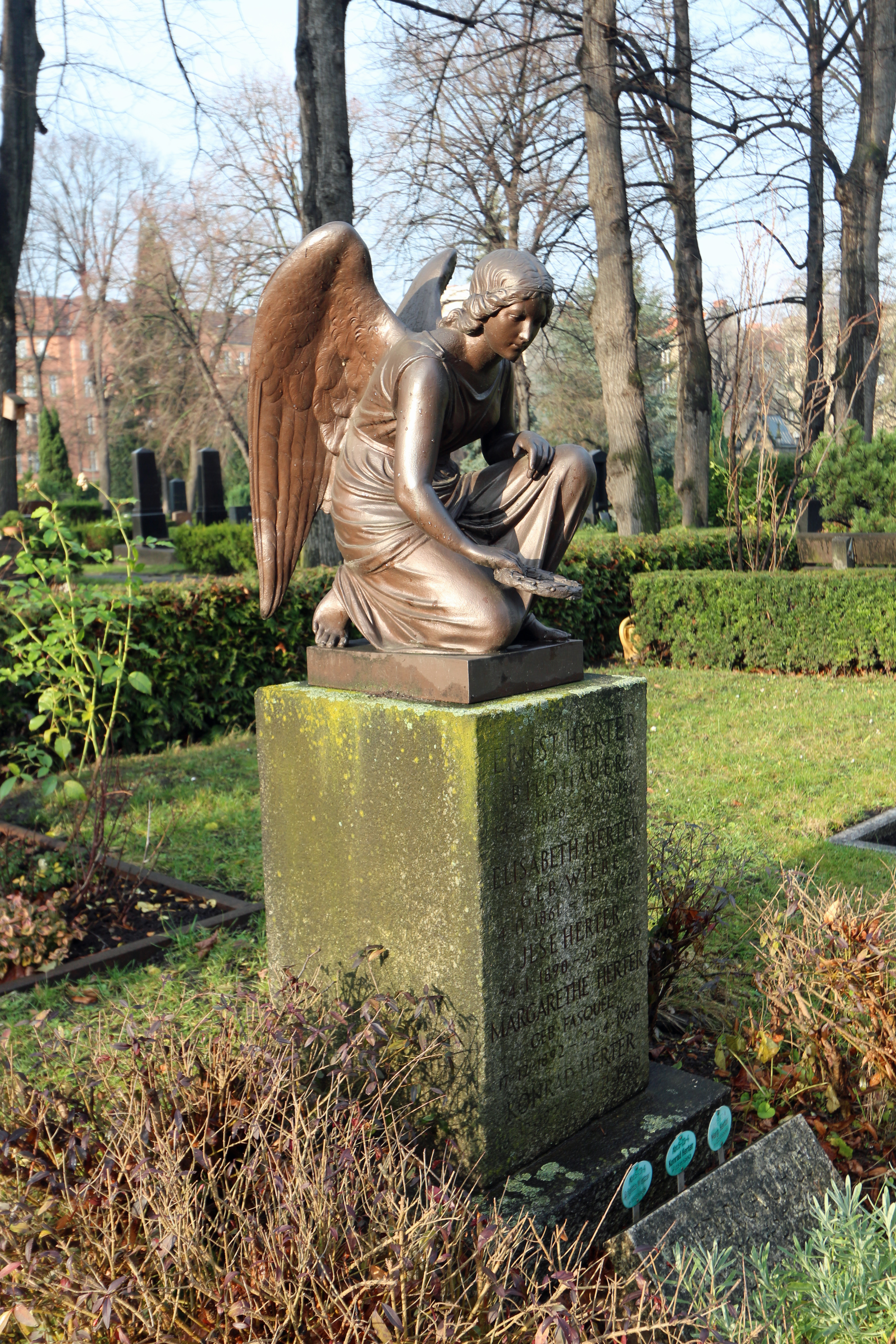
Nike auf Herters Grab, 1875 Alten Zwölf-Apostel-Friedhof
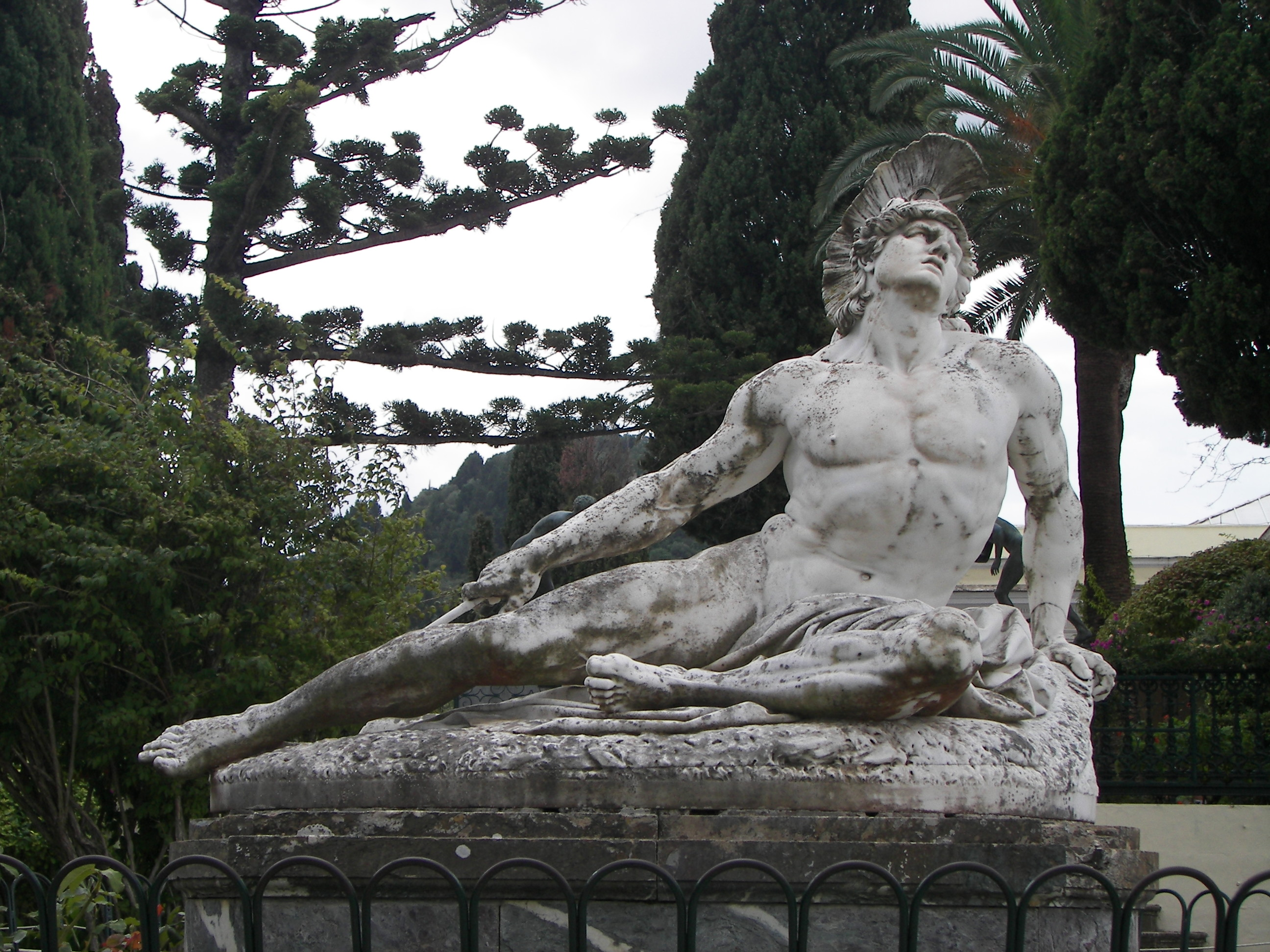
Sterbender Achill, 1884 Achilleion (Korfu)
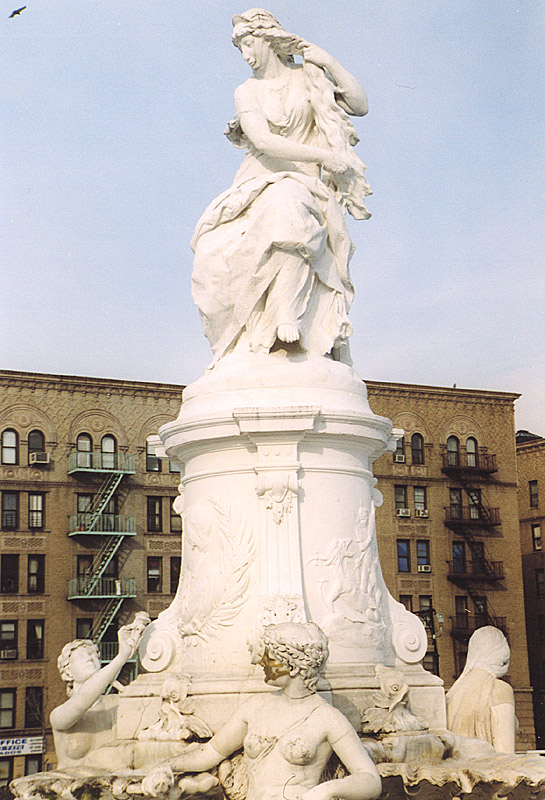
Loreleybrunnen (Heinrich-Heine-Denkmal), 1899 New Yorker Bronx
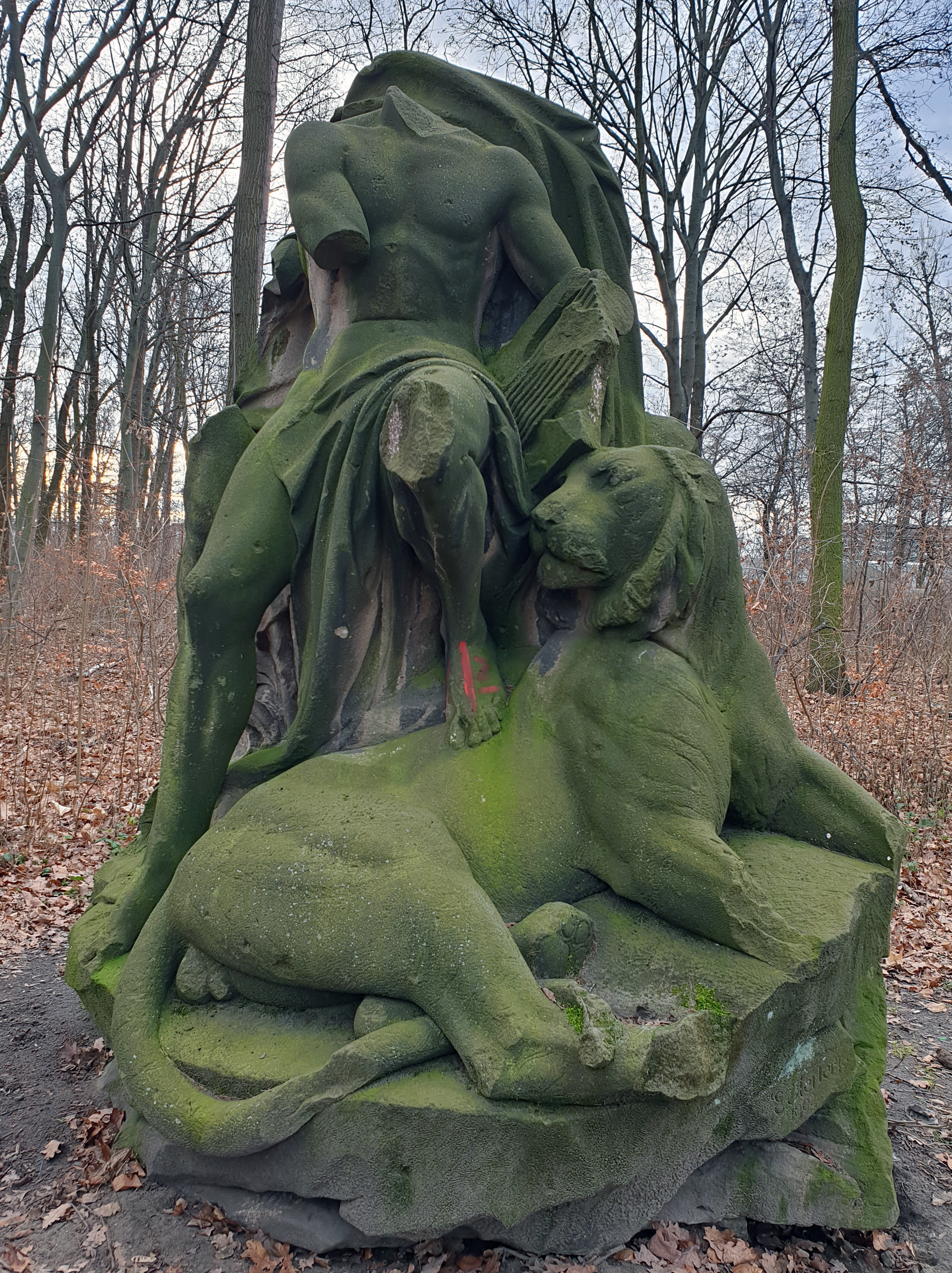
Orpheus, 1902 Berlin-Wedding
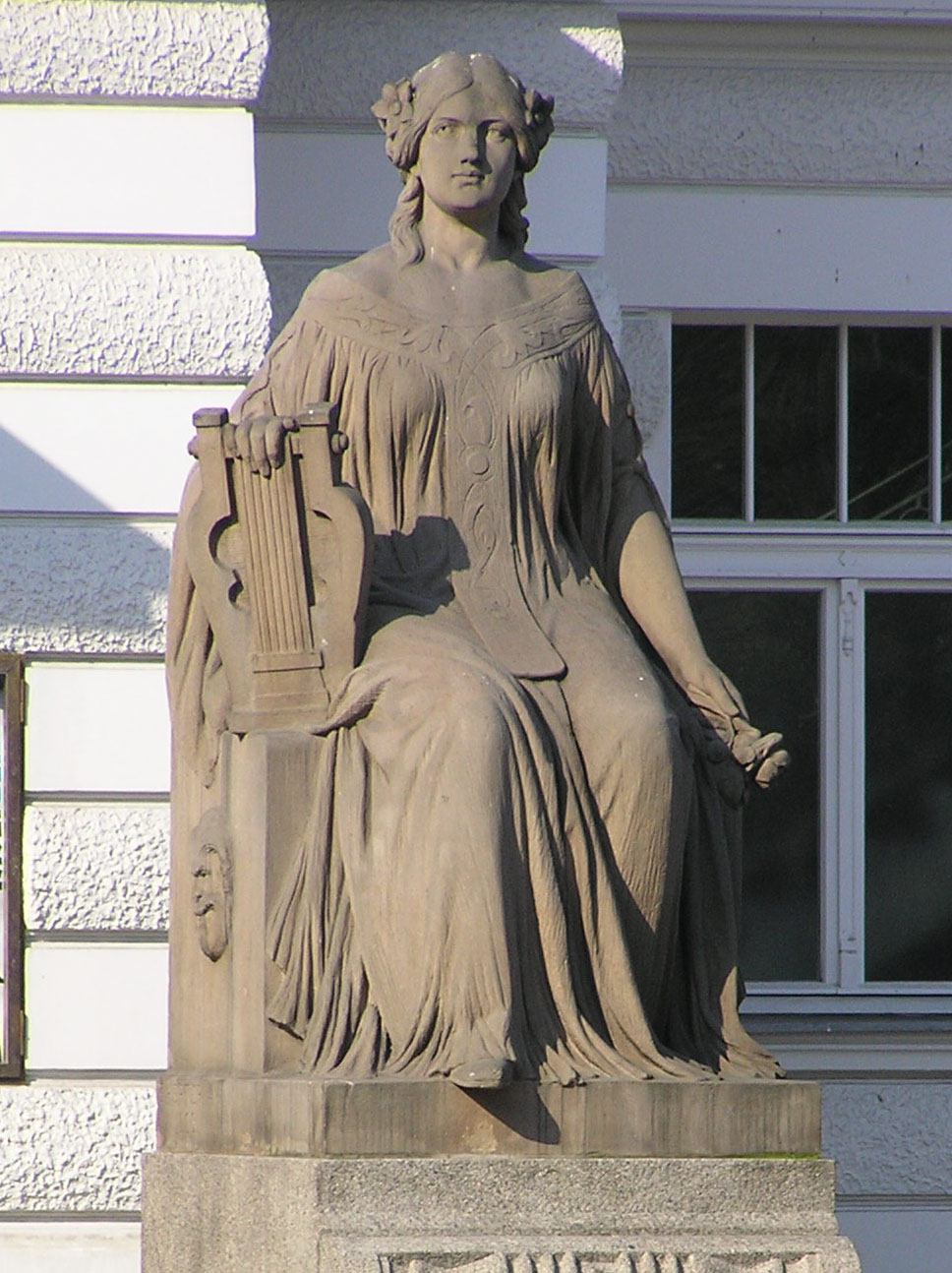
Die Muse Terpsichore, 1909, für das Stadttheater Thorn